# 豊島区立要小学校
豊島区立要小学校（としまくりつかなめしょうがっこう）は、東京都豊島区要町2丁目にある公立小学校。

## 沿革
出典
- 1999年（平成11年）
  - 4月1日 - 要町小学校と平和小学校が統合し、開校。なお、校舎は、旧要町小学校の施設を継続使用。開校時点の学級数は14、児童数は337名。
  - 4月6日 - 開校式挙行。校章と校旗を制定。
- 2000年（平成12年）1月1日 - 校歌を制定。
- 2003年（平成15年）10月25日 - 開校5年目を祝う会開催。
- 2009年（平成21年）11月21日 - 創立10周年記念式典挙行。
- 2014年（平成26年）
  - 10月24日 - 校庭全面改修工事完成。
  - 11月8日 - 創立15周年記念式典挙行。
- 2017年（平成29年）4月1日 - 東京都オリンピック・パラリンピック教育アワード校に指定。
- 2019年（令和元年）10月26日 - 創立20周年記念式典挙行。

## 教育目標

### 普通学級
- ○健康で、たくましい子
- ○思いやりの心をもち、協力する子
- ◎よく考え、進んで学ぶ子

### 特別支援学級
- ○元気いっぱいな子
- ○自分のことは自分でする子
- ○なかよく、力を合わせる子
- ◎よく見て、よく聞いて、考える子

## 通学区域と進学先中学校
出典

### 通学区域
- 千早1丁目（全域）
- 千早2丁目（1番～4番、14番～18番、28番～32番、38番～42番）
- 要町1丁目（1番～39番、44番～49番）
- 要町2丁目（全域）
- 要町3丁目（1番～4番、8番～10番、31番～37番）
- 高松1丁目（1番～6番）
- 千川1丁目（3番～10番）

### 進学先中学校
- 豊島区立千川中学校

## アクセス
- 国際興業バス「要小学校」バス停より、
  - 「のりば1」から、徒歩約85m・約1分。
    - 停車系統は、「池07」（江古田二又行）、「池05」・「池85」（千川駅経由日大病院行）、「池03」（要町循環）、「池83」（要町循環・要町循環⇒池袋車庫行）

  - 「のりば2」から、徒歩約140m・約2分。
    - 停車系統は、「池02」・「池04」・「池05」・「池82」（池袋駅西口行）、「池82」・「池84」（池袋車庫行）、「池07」（池袋駅西口経由サンシャインシティ南行）
- 東京メトロ有楽町線・副都心線要町駅（2番出口）から、徒歩約380m・約6分。

## 学校周辺
- 豊島区子どもスキップ要 - 同一建物内
- 東京都道441号池袋谷原線
- 野口歯科
- 岩手県学生会館
- 社会福祉法人育和会しいの実保育園 - 進学前保育園のひとつ
- セブンイレブン豊島要町1丁目店
- 豊島区民ひろば要
- 豊島区西部保健福祉センター
- 豊島要町一丁目郵便局
- このほか、野口歯科以外の医療機関やマンション・アパートなども点在する。